# Matty Island
Matty Island är en ö i Kanada.   Den ligger i territoriet Nunavut, i den nordöstra delen av landet, 2 900 km nordväst om huvudstaden Ottawa. Arean är 477 kvadratkilometer.